# Jürgen Simon
Jürgen Simon (10 de janeiro de 1938 — 26 de outubro de 2003) foi um ciclista de pista alemão que competiu no ciclismo nos Jogos Olímpicos de Verão de 1960, pela equipe Alemã Unida, ganhando a medalha de prata na prova de velocidade (2 km).